# Plamen Miluschew
Plamen Miluschew (bulgarisch Пламен Милушев; englisch Plamen Milushev; * 6. August 1994 in Sofia) ist ein bulgarischer Tennisspieler.

## Karriere
Miluschew spielte nicht auf der ITF Junior Tour. Er spielte ab 2012 Turniere bei den Profis, ab 2014 regelmäßiger. In diesem Jahr gewann er im Doppel auch seinen bis dato einzigen Titel auf der drittklassigen ITF Future Tour. Im Einzel konnte er in diesem Jahr einmal ins Halbfinale einziehen und auf sein Karrierehoch von Platz 955 in der Weltrangliste steigen. Von 2016 bis 2017 spielte Miluschew fast keine Turniere mehr und kehrte erst in der zweiten Hälfte von 2018 zurück zur Future Tour und stieg Ende des Jahres im Doppel auf sein Karrierehoch. Von 2019 bis 2020 wurde erneut lediglich ein Turnier gespielt, sodass er zeitweise nicht mehr in der Weltrangliste geführt wurde. 2021 erreichte er im Doppel ein weiteres Endspiel. Einziges Match außerhalb der Future Tour war der Einsatz im September 2021 beim ATP-Tour-Event in Sofia, an dem er als Ersatzspieler teilnehmen konnte. An der Seite von Radoslaw Schandarow unterlagen sie in der ersten Runde in zwei Sätzen. Ende 2021 und Anfang 2022 spielte Miluschew auch seine ersten zwei Turniere im Doppel auf der ATP Challenger Tour, bei denen er jeweils kein Match gewinnen konnte.